# Paul Kienle
Paul Kienle (* 11. August 1931 in Viernheim; † 29. Januar 2013 in München) war ein deutscher Physiker, Hochschullehrer und Wissenschaftsmanager.
Seine Hauptforschungsgebiete waren neben der Schwerionenphysik insbesondere das Studium der spontanen chiralen Symmetriebrechung der QCD mit exotischen Atomen und antikaonischen Kernen sowie die Untersuchung von schwachen Zwei-Körperzerfällen hoch-ionisierter Kerne im ESR Speicherring der GSI in Darmstadt.
Paul Kienle hat eine Vielzahl wissenschaftlicher Veröffentlichungen auf dem Gebiet der Kern- und Teilchenphysik und schrieb viele Lehrbücher der Physik und andere wissenschaftliche Bücher bzw. war an deren Veröffentlichungen beteiligt.

## Leben
Aufgewachsen ist Paul Kienle in Bihlafingen in Oberschwaben. Nach Schulbesuch im Ort und in Laupheim absolvierte er seine Gymnasialzeit an einem christlichen Internat in Illertissen, an dem er 1949 erfolgreich mit dem Abitur abschloss.
Erst schwankend zwischen einem Medizin- oder Physikstudium, ging er nach Vorschlägen aus seiner Verwandtschaft zum Studium der Technischen Physik an die damalige TH München.
Im Diplom (1954) entwickelte er einen Geiger-Müller-Zähler, den er in seiner Doktorarbeit zur Messung von Strahlungsfeldern (1957 eingereicht) verwendete. Danach arbeitete er eineinhalb Jahre als PhD am Brookhaven National Laboratory, Upton, NY (USA), wo er sich auf dem Gebiet des Strahlenschutzes weiterbildete und dieses Wissen 1958 zum Aufbau der Strahlenschutzgruppe am Forschungsreaktor FRM in Garching b. München nutzen konnte. Von 1959 bis 1963 war er als Assistent an der TH München beschäftigt.
Er habilitierte sich 1962 mit seinen Arbeiten zum Mößbauer-Effekt (Rudolf Mößbauer war ein Studienkollege) und dessen Anwendung zur Untersuchung von Kernstrukturen, Chemischen Bindungen und Magnetismus. Im selben Jahr bekam er einen Ruf an die damalige Technische Hochschule Darmstadt. Hier war er von 1963 bis 1965 Inhaber des Lehrstuhls für Strahlen und Kernphysik als außerordentlicher Professor und schuf eine Arbeitsgruppe zur Forschung um den Mößbauer-Effekt.
1965 nahm Paul Kienle den Ruf zurück an die TH München als Professor für Experimentalphysik an, um zusammen mit seinem Lehrer Heinz Maier-Leibnitz und seinem Studienkollegen, Freund und Nobelpreisträger Rudolf Mößbauer arbeiten zu können. Drei Institute des Fachbereichs waren dort nach amerikanischem Vorbild zu einem Department zusammengefasst. Diese „Rarität im deutschen Hochschulwesen“ und die Offenheit in der fachlichen Diskussion, die zur damaligen Zeit im deutschen Hochschulwesen durchaus noch nicht üblich war, war wohl Anlass für einen Bericht des Spiegels über die wenig von Hierarchien zwischen Professoren und Nachwuchs geprägte Kommunikation in der Arbeitsgruppe. Mit Ulrich Mayer-Berkhout von der Ludwig-Maximilians-Universität München war er für die Konstruktion und den Aufbau eines Beschleuniger-Laboratoriums für beide Münchner Hochschulen verantwortlich, das 1970 seine Arbeit aufnahm. Von 1971 bis 1999 hatte er die Professur für Experimentalphysik an der TU München inne. Sein Forschungsinteresse begann sich jetzt auf die Schwerionenphysik und die dafür entsprechenden Teilchenbeschleuniger zu verlagern.
Mit Beginn des Jahres 1984 bis 1992 konnte er als wissenschaftlicher und technischer Direktor der Gesellschaft für Schwerionenforschung (GSI) in Darmstadt gewonnen werden. Sein wissenschaftlicher Hauptaugenmerk war der Aufbau und Ausbau der neuen Beschleuniger und Anlagen an der GSI mit dem Synchrotron SIS18, dem Speicherring ESR für schwere Ionen und dem Fragmentseparator FRS. Schon 1985 gab der damalige Bundesminister für Forschung, Heinz Riesenhuber in einem Brief an Paul Kienle in seiner Funktion als Geschäftsführer der GSI dem Projekt seine Genehmigung mit den folgenden Worten:

„Sie haben mit dem Vorschlag zum Bau des Schwerionensynchrotrons und des sich anschließenden Experimentierspeicherrings ein Ausbaukonzept vorgelegt, das von der Wissenschaft nachdrücklich unterstützt wird. Ich bin überzeugt, dass die GSI durch dieses Projekt auch in Zukunft international beachtete wissenschaftliche Leistungen erbringen kann. Daher stimme ich dem Projekt zu.“

Der Zusage zum Bau schloss sich die Finanzierungszusage über 275 Millionen DM an. Am 3. November 1986 wurde der Grundstein für den Bau gelegt und schon drei Jahre später, am 13. November 1989, gelang es dem Physiker Christoph Schmelzer den ersten Ionenstrahl in das neuerbaute Synchrotron einzuschießen. Nicht einmal zwei Jahre später, am 4. April 1990, konnte der Physiker Bernhard Franzke mit einem Ar18+-Ionenstrahl den ersten Schwerionenstrahl im Speicherring zirkulieren lassen. Bau und Inbetriebnahme der Anlage konnten in weniger als vier Jahren realisiert werden. Dabei war der ESR-Speicherring ein riskantes Projekt, denn noch nie zuvor war ein Speicherring mit erfolgreicher Kühlung schwerer Ionen durch kollineare Elektronen erfolgreich in Betrieb genommen. Diese Form der Speicherung hochenergetischer Teilchen war zuvor nur für Protonen am CERN und Fermilab realisiert. Die Umsetzung des Projektes eröffnete der Forschergemeinde den Zugang zu Mittel- und Hochenergiephysik mit Hadronen, zu Forschungen in nuklearer Astrophysik, Präzisionsspektroskopie mit schweren Ionen, der Untersuchung radioaktiver Zerfälle und der Synthese neuer Elemente.
1992, nach acht Jahren erfolgreicher Tätigkeit als Geschäftsführer und Experimentalphysiker, ging er zurück nach München, wo er seine Arbeiten auch mit Experimenten an der GSI Darmstadt fortsetzte. Aber auch nach seiner Amtszeit blieb Paul Kienle der GSI-Forschung sehr eng und mit größtem Engagement verbunden. Zur Konzeption der Beschleuniger- und Experimentieranlagen für das an der GSI im Aufbau befindliche neue internationale FAIR-Zentrum in Darmstadt hat er mit wichtigen Vorschlägen beigetragen.
Bis 1996 war er einer der Vorsitzenden des NuPECC. 1999 wurde er in München emeritiert, arbeitete aber weiterhin in seinen Forschungsbereichen.
2002 akzeptierte er einen Ruf der Österreichischen Akademie der Wissenschaften, um als Direktor die Abwicklung des Institute for Medium Energy Physics zu leiten. Unter seiner Führung konnte aber ein neues Forschungsprogramm initialisiert werden, das im Oktober 2004 in die formale Neugründung als Stefan-Meyer-Institut für Subatomare Physik der Österreichischen Akademie der Wissenschaften mündete.
Im ersten Jahrzehnt des 21. Jahrhunderts waren seine Arbeiten noch auf Antikaon-Experimente konzentriert, mit denen auch am ESR in den letzten Jahren noch interessante Ergebnisse erzielt werden konnten. An der GSI Darmstadt war er noch am FRS (Fragment-Separator) an Messungen zu pionischen Atomen beteiligt.
Das Credo seiner wissenschaftlichen Tätigkeit fasste er in einer Antwort auf die Frage seines Lehrers Heinz Maier-Leibnitz „Herr Kienle, wie kommt man auf einfaches Neues?“ wie folgt zusammen:
1. Indem man Tag und Nacht nachdenkt.
2. Indem man weiß, dass die wahre Physik immer einfach ist.
3. Indem man etwas riskiert, das fast alle anderen für hirnrissig halten.
4. Indem man niemals aufgibt.[13]

## Ehrungen
- 1993 Gay-Lussac-Humboldt-Preis der Republik Frankreich
- Forschungspreis der Japan Society für die „Förderung der Wissenschaft“
- Nach ihm ist der Paul-Kienle-Weg in seinem Heimatort Bihlafingen benannt.